# Lochgraben (Schandelbach)
Der Lochgraben oder Lochbach ist ein rechter Zufluss des Schandelbachs im Main-Kinzig-Kreis in Hessen.

## Geographie

### Verlauf
Der Lochgraben entspringt nordöstlich von Horbach. Er fließt in vorwiegend nördliche Richtung und mündet nordöstlich von Lützelhausen in den Schandelbach.

### Flusssystem Kinzig
- Liste der Fließgewässer im Flusssystem Kinzig (Main)